# Coast to Coast (1980)
Coast to Coast é um filme de comédia de norte-americano dirigido por Joseph Sargent e lançado em 1980.

## Sinopse
Uma rica mulher vítima do marido que quer roubar a fortuna dela, escapa de uma instituição psiquiátrica em Nova York e inicia uma jornada para a Califórnia. No caminho, ela pega carona com um pobre caminhoneiro bacana, mas azarado.

## Elenco
- Dyan Cannon como Madie Levrington
- Robert Blake como Charles Callahan
- Quinn Redeker como Benjamin Levrington
- Michael Lerner como Dr. Frederick Froll
- Maxine Stuart como Sam Klinger
- William Lucking como Jules
- Rozelle Gayle como Orderly
- George P. Wilbur como Billy Ray
- Darwin Joston como Drunken Trucker
- Dick Durock como Gregory
- Cassandra Peterson como Dinner Party Guest
- Karen Montgomery como Dinner Party Guest
- Vicki Frederick como Golfer
- John Roselius como Policeman

## Prêmios e nomeações
- Framboesa de Ouro de 1980

Nomeado: O pior ator (Robert Blake)